# Charles-Maurice de Talleyrand
Charles-Maurice de Talleyrand-Périgord ONLH OSE (Paris, 2 de fevereiro de 1754 – Paris, 17 de maio de 1838) foi um político e diplomata francês. Ele ocupou em quatro ocasiões diferentes o cargo de Ministro dos Negócios Estrangeiros e também foi o primeiro Primeiro-Ministro da França entre julho e setembro de 1815 sob Luís XVIII depois da restauração francesa.

## Carreira
Talleyrand demonstrou admirável capacidade de sobrevivência política ao ocupar altos cargos no governo revolucionário francês, sob Napoleão Bonaparte, durante a restauração da monarquia da Casa de Bourbon e sob o rei Luís Filipe. Embora de ascendência aristocrática, ele não pôde seguir a carreira militar por causa de um defeito físico (Pé torto). Opcionalmente, foi preparado para a carreira religiosa e, como seminarista, estudou teologia e leu a obra dos filósofos progressistas contemporâneos.
Expulso do seminário (1775) por não seguir a regra do celibato, mesmo assim recebeu as ordens menores e o rei o nomeou abade de Saint-Denis, em Reims (1776). Ordenado em 1779, foi nomeado vigário-geral pelo tio Alexandre, arcebispo de Reims, e um ano depois tornou-se agente geral do clero junto ao governo da França. Defensor dos privilégios eclesiásticos, suas atividades puseram-no em contato direto e frequente com os ministros da coroa, o que lhe permitiu adquirir experiência parlamentar e ser consagrado (1788) como bispo de Autun.
Durante o período pré-revolucionário, foi membro do Clube dos Trinta. Apoiou depois a nacionalização dos bens da igreja e conseguiu a adoção da constituição civil do clero que, sem o apoio papal, permitiu a reorganização completa da Igreja francesa ao serviço do Estado.
Excomungado pelo papa e eleito administrador do departamento de Paris (1791), abandonou a Igreja Católica. Foi enviado pela Assembleia Geral à Grã-Bretanha (1792), para tentar convencer os ingleses a não se aliarem com a Áustria e a Prússia contra a França. O fracasso das negociações e a execução de Luís XVI obrigaram-no a fugir para os Estados Unidos (1794).
Após a queda de Robespierre e o fim do Terror (1796), regressou à França e no ano seguinte tornou-se ministro das Relações Exteriores. Acusado de corrupção (1799), foi demitido, mas  recuperou o cargo após o golpe de estado de Napoleão e o estabelecimento do Consulado.
Com o objetivo da pacificação da Europa, esforçou-se por articular uma política de alianças com as principais potências europeias e promoveu a reconciliação de Napoleão com o resto da Europa. No entanto, por discordar do projeto de conquistas do imperador, demitiu-se (1807). Apoiado pelo czar Alexandre I da Rússia, organizou oposição a Napoleão e preparou a restauração dos Bourbons.
Com a entrada da liga antinapoleônica em Paris (1814), persuadiu o senado a estabelecer um governo provisório e a declarar Napoleão deposto. O novo governo imediatamente convocou Luís XVIII, que o nomeou ministro das Relações Exteriores. No Congresso de Viena (1814-1815), representou a França e expôs suas habilidades diplomáticas, mas prejudicou a França em termos territoriais, pois aceitou ceder à Prússia muitos territórios da margem direita do rio Reno.
Após os cem dias napoleônicos, assumiu o cargo de presidente do Conselho de Estado, porém seu passado revolucionário levou-o a ser demitido em setembro do mesmo ano. Aliado aos liberais, participou de forma ativa na ascensão ao trono de Luís Filipe de Orleans (1830). Embaixador em Londres (1830-1834), teve participação fundamental nas negociações entre França e Reino Unido, como na criação do reino da Bélgica e na assinatura da aliança entre França, Reino Unido, Espanha e Portugal - a Quádrupla Aliança (1834).
Acusado em vida de cínico e imoral, alegava servir à França, e não aos regimes políticos. Foi, ao lado de Fouché, uma das figuras mais polêmicas da França.
Ele morreu em 17 de maio 1838, pouco após se reconciliar com a Igreja católica, e foi enterrado na Capela de Notre-Dame. Atualmente, seus restos mortais estão na cidade de Valençay, interior da França.